# Годлево (Болгария)
Годлево (болг. Годлево) — село в Благоевградской области Болгарии. Входит в состав общины Разлог. Находится примерно в 5 км к северу от центра города Разлог и примерно в 33 км к востоку от центра города Благоевград. По данным переписи населения 2011 года, в селе проживало 503 человека, преобладающая национальность — болгары.
В Годлево есть молочный завод, который производит брынзу и сыр. Известна мужская фольклорная группа "Годлевски Великден", у которой есть песни с Raina.

## Географическое положение
Годлево находится в горном районе у подножия Рилы, в 6 км от города Разлог, в 12 км от Банско, в 150 км от города София, 79 км от КПД Гоце Делчев, Кулата. Село находится 877 метров над уровнем моря. Самая высокая точка в районе — Радонов гроб (2200 м). В селе есть новый стадион, который вмещает 2000 человек, и работают 3 отеля. На территории Годлево построены шесть водохранилищ.

## Население
| Год     | 1934 | 1946 | 1956 | 1965 | 1975 | 1985 | 1992 | 2001 | 2011 |
| ------- | ---- | ---- | ---- | ---- | ---- | ---- | ---- | ---- | ---- |
| Жителей | 839  | 892  | 715  | 788  | 754  | 668  | 668  | 607  | 503  |

|  |